# 阿尔莫库尔
阿尔莫库尔（法語：Armaucourt，法語發音：[aʁmokuʁ]）是法国默尔特-摩泽尔省的一个市镇，位于该省南部，属于南锡区。

## 地理
阿尔莫库尔（48°48'59"N, 6°18'11"E）面积3.72 平方千米，位于法国大東部大區默尔特-摩泽尔省，该省份为法国东北部内陆省份，是洛林的一部分，北邻比利时、卢森堡，北起顺时针与摩泽尔省、下莱茵省、孚日省和默兹省接壤。
与阿尔莫库尔接壤的市镇（或旧市镇、城区）包括：马努埃、阿尔赖埃和昂、朗夫鲁瓦库尔、莱尔。

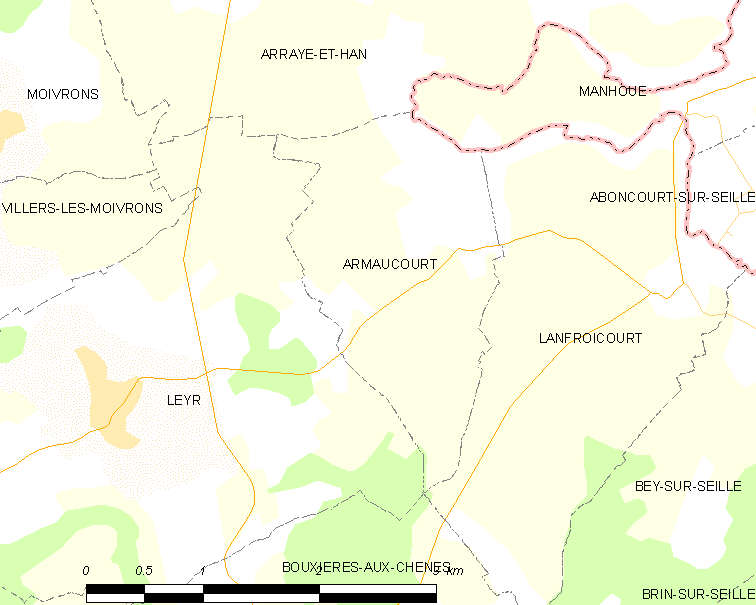
阿尔莫库尔的OSM定位图

阿尔莫库尔的时区为UTC+01:00、UTC+02:00（夏令时）。

## 行政
阿尔莫库尔的邮政编码为54760，INSEE市镇编码为54021。

## 政治
阿尔莫库尔所属的省级选区为塞耶-默尔特河间县。

## 人口

1962-2008年间阿尔莫库尔人口变化图示

阿尔莫库尔于2022年1月1日时的人口数量为238人。